# Estación de Llanes
Llanes es una estación de ferrocarril situada en el municipio español homónimo en el Principado de Asturias. Forma parte de la red de vía estrecha operada por Renfe Operadora a través su división comercial Renfe Cercanías AM. Cuenta con servicios regionales.

## Situación ferroviaria
La estación se encuentra en el punto kilométrico 430,1 de la línea férrea de ancho métrico que une Oviedo con Santander, entre las estaciones de Poo y de San Roque del Acebal, a 16 metros de altitud. El tramo es de vía única y no está electrificado.

## Historia
Fue abierta al tráfico el 20 de julio de 1905, con la puesta en servicio del tramo Arriondas-Llanes de una línea que con este tramo completaba su recorrido entre Oviedo y Llanes. Las obras corrieron a cargo de la Compañía de los Ferrocarriles Económicos de Asturias. La apertura del recorrido coincidió con la llegada a la localidad de otro trazado, esta vez desde Cantabria que unía Llanes con Santander y cuya construcción realizó la Compañía del Ferrocarril Cantábrico. Ambas empresas acordaron explotar conjuntamente la línea uniendo así Asturias y Cantabria por ferrocarril. En 1972, el recinto pasó a depender de la empresa pública FEVE que mantuvo su gestión hasta el año 2013, momento en el cual la explotación fue atribuida a Renfe Operadora y las instalaciones a Adif.

## Servicios ferroviarios

### Regionales
Los trenes regionales que unen Oviedo y Santander tienen parada en la estación, a razón de 2 trenes por trayecto y sentido. También tiene parada el servicio Oviedo-Llanes (siendo una de sus terminales), con la misma frecuencia.
| Línea | Origen/Destino | Paradas intermedias | Destino/Origen |
| ----- | -------------- | --- | -------------- |
|       | Oviedo         | La Corredoria · Parque Principado · Colloto · Meres · Fonciello · El Berrón · La Carrera · Pola de Siero · Los Corros · Lieres · El Remedio · Llames · Nava · Fuente Santa · Ceceda · Carancos · Pintueles · Infiesto · Infiesto-Apeadero · Villamayor · Sebares · Soto de Dueñas · Ozanes · Policlínico de Arriondas · Arriondas · Fuentes · Toraño · Cuevas · Llovio · Ribadesella · Camango · Belmonte · Nueva · Villahormes · Posada · Balmori · Celorio · Poo · Llanes · San Roque del Acebal · Vidiago · Pendueles · Colombres · Unquera · Pesúes · San Vicente de la Barquera · El Barcenal · Roiz · Treceño · Cabezón de la Sal · San Pedro de Rudagüera · Puente San Miguel · Torrelavega-Centro | Santander      |